# کاکایی نقره‌ای

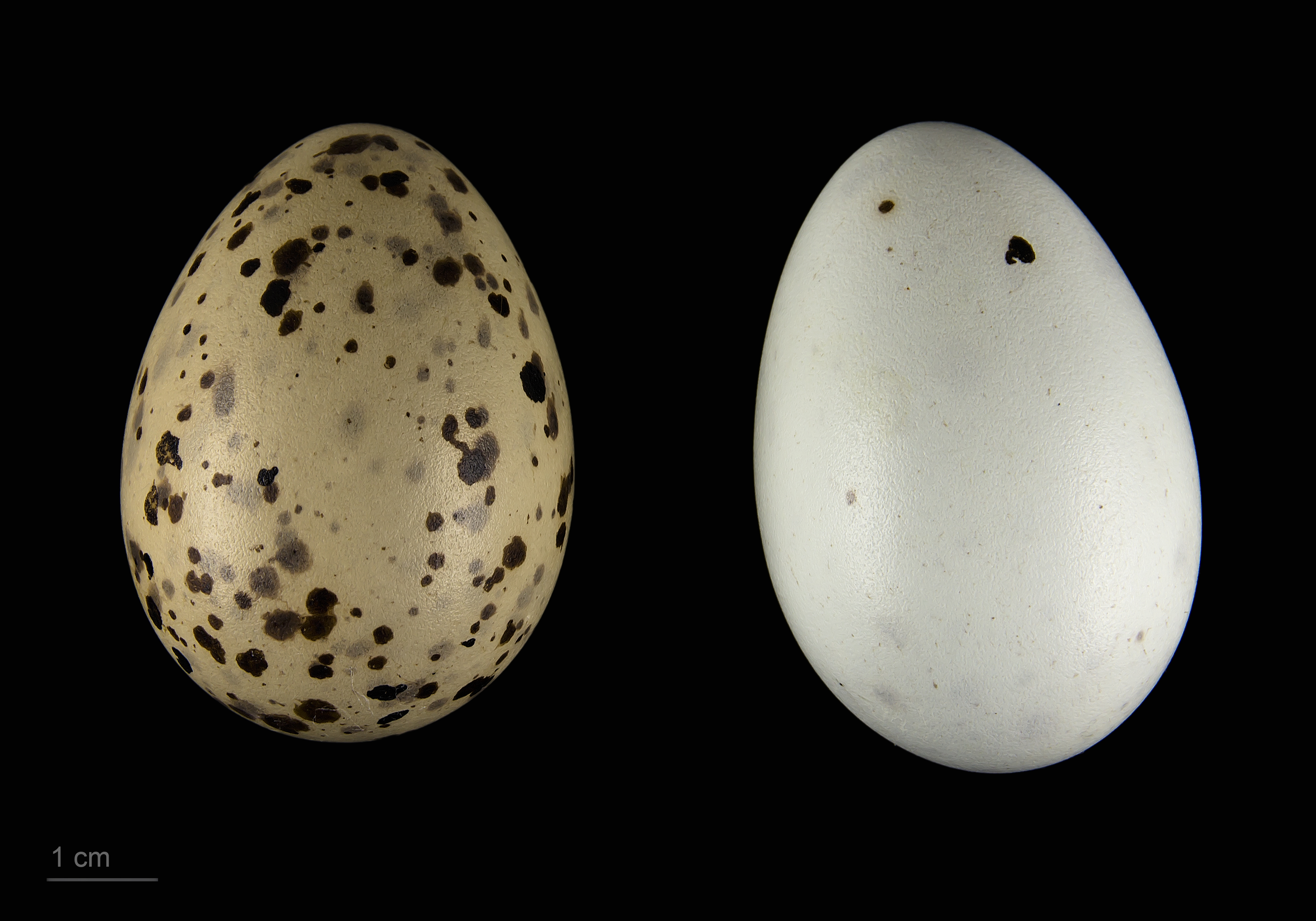
Chroicocephalus novaehollandiae

کاکایی نقره‌ای (نام علمی: Chroicocephalus novaehollandiae) نام یک گونه از سرده کاکایی‌های رنگین‌سر است.